# 蒙斯 (多姆山省)
蒙斯（法語：Mons，法語發音：[mɔ̃s] ⓘ）是法国多姆山省的一个市镇，位于该省东北部，属于里永区。

## 地理
蒙斯（46°0'7"N, 3°24'59"E）面积13.82 平方千米，位于法国奥弗涅-罗讷-阿尔卑斯大区多姆山省，该省份为法国中南部省份，北起阿列省接壤，东临卢瓦尔省，南至上盧瓦爾省和康塔爾省，西接科雷兹省和克勒兹省。
与蒙斯接壤的市镇（或旧市镇、城区）包括：马里奥勒、博蒙莱朗当、利蒙、吕济亚、里镇、圣普列斯特-布拉姆方。
蒙斯的时区为UTC+01:00、UTC+02:00（夏令时）。

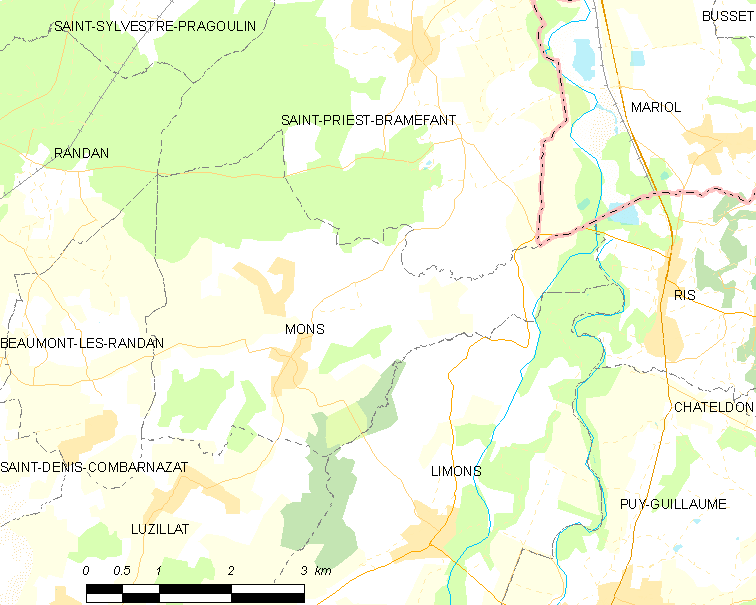
蒙斯的OSM定位图

## 行政
蒙斯的邮政编码为63310，INSEE市镇编码为63232。

## 政治
蒙斯所属的省级选区为马兰格县。

## 人口

1962-2008年间蒙斯人口变化图示

蒙斯于2022年1月1日时的人口数量为559人。